# Заполье (Калатичский сельсовет)
Запо́лье (бел. Заполле) — деревня в составе Калатичского сельсовета Глусского района Могилёвской области Белоруссии.
До 13 апреля 2018 года входила в состав Хвастовичского сельсовета.

## Население
- 1999 год — 148 человек
- 2009 год — 76 человек